# Лавка древностей
«Ла́вка дре́вностей» (англ. The Old Curiosity Shop) — роман английского писателя Чарльза Диккенса, впервые опубликованный в 1840—1841 годах. Имел огромный успех, долго оставался одним из самых популярных произведений автора.

## Сюжет
Главная героиня романа — девочка по имени Нелли Трент. Её дед, владелец антикварной лавки, разорился из-за пристрастия к карточным играм и оказался вынужден скитаться с внучкой по Англии. В пути герои встречают самых разных людей — и хороших, и плохих. Им даёт приют миссис Джарли, владелица музея восковых фигур, но дед Нелли снова начинает играть и решает ограбить свою благодетельницу. Тренты снова пускаются в путь. Позже их пристанищем становится сторожка при старинной церкви. Нелли умирает из-за перенесённых невзгод, её дед сходит с ума и умирает от горя.

## Публикация и оценки
«Лавка древностей» публиковалась в еженедельнике Диккенса Master Humphrey’s Clock в 1840—1841 годах, а в 1841 году вышло первое книжное издание. Роман вызвал настоящий фурор во всём англоязычном мире: читатели с нетерпением ждали каждую главу. Известно, что жители Нью-Йорка в 1841 году, когда прибыла партия газет с последней главой, штурмовали пристань. Роман прочла и королева Виктория, назвавшая его «очень интересным и умно написанным». Дэниел О’Коннелл, прочитав последнюю главу, в которой Нелли умирает, разрыдался и выбросил книгу в окно поезда, в котором ехал.
В этом романе Диккенс явным образом потакал вкусам викторианской публики, любившей пафос и сентиментальность; некоторые критики предполагали, что исключительно поэтому он «убил» главную героиню. Ричард Суинбёрн назвал Нелл «чудовищем, таким же неправдоподобным, как ребёнок о двух головах». Наиболее известным критиком «Лавки древностей» стал Оскар Уайльд, писавший, что «нужно иметь каменное сердце, чтобы прочесть смерть маленькой Нелл, не расплакавшись …от смеха». При всём этом «Лавка древностей» оставалась в XIX веке одним из самых популярных романов Диккенса.
Автор статьи о Диккенсе в «Большой российской энциклопедии» характеризует «Лавку древностей» как «роман-сказку, идеализирующий детский характер» и построенный на чётком противопоставлении добра злу.
Роман стал литературной основой для двух немых фильмов (1914 и 1921 годов), а также для ряда телевизионных мини-сериалов.